# Concurență imperfectă
În teoria economică, concurența imperfectă, este situața de pe piață în care condițiile necesare pentru existența concurenței perfecte nu sunt satisfăcute.
Forme de concurență imperfectă:
- Monopol, situație în care există un singur vânzător al unui bun economic.
- Oligopol, situație în care există un număr redus de vânzători ai unui bun economic.
- Concurență monopolistică, situație în care există mulți vânzători de bunuri total diferite.
- Monopson, situație în care există un singur cumpărător al unui bun economic.
- Oligopson, situație în care există un număr restrâns de cumpărători ai unui bun economic.

Concurența imperfectă poate apărea pe anumite piețe din cauza lipsei de informare a cumpărătorilor și vânzătorilor despre prețuri și despre bunurile de pe piață.